# Каштановка (Гурьевский городской округ)
Каштановка  — посёлок в Гурьевском городском округе Калининградской области. Входил в состав Низовского сельского поселения (упразднён в 2014 году).

## История
В 1946 году Гензекруг переименован в поселок Каштановка.

## Население
| 2002 | 2010 |
| ---- | ---- |
| 10   | ↗13  |